# رود راچکا
رود راچکا (انگلیسی: Rachka) یک رودخانه در استان مسکو کشور روسیه است..